# Reserva natural de la defensa Isla El Tala
La reserva natural de la defensa Isla El Tala o (reserva natural militar Isla El Tala) es una de las áreas protegidas desarrolladas en terrenos militares de Argentina. Está ubicada en el Centro de Instrucción de Supervivencia y Salvamento Isla el Tala de la Fuerza Aérea Argentina al nordeste de la provincia de Santa Fe, en el departamento General Obligado -distrito Reconquista-, en el valle de inundación del río Paraná medio.

## Creación de la reserva natural de la defensa
La posibilidad de que los territorios asignados a las Fuerzas Armadas argentinas pudieran tener paralelamente una misión en la protección del patrimonio biológico ha sido un anhelo de la comunidad conservacionista de ese país durante décadas. Gestiones de varias ONG permitieron acercar posiciones y el 14 de mayo de 2007 se firmó el Convenio Marco de Cooperación entre el Ministerio de Defensa y la Administración de Parques Nacionales, por el cual se crearon las reservas naturales de la defensa. Este acuerdo permite declarar Espacio de Interés para la Conservación de la Biodiversidad (ENIC) a los territorios de las fuerzas armadas que poseen interés conservacionista, espacios naturales que pasan a ser administrados de forma conjunta por ambas jurisdicciones. Para cada reserva se deben constituir comités locales de gestión. Hasta que no se lo indique en el Plan Rector, las visitas del público en general están vedadas.
La reserva natural de la defensa Isla El Tala fue creada el 28 de noviembre de 2012 mediante el protocolo adicional n.º 7 al Convenio Marco de Cooperación entre el Ministerio de Defensa y la Administración de Parques Nacionales.
En lo que respecta a la Administración de Parques Nacionales, la reserva natural depende de la intendencia del parque nacional Mburucuyá con sede en la localidad de Mburucuyá en la provincia de Corrientes.

## Características e historia
Se encuentra localizada en las coordenadas: 29°10′19.03″S 59°29′10.29″O / -29.1719528, -59.4861917. Cuenta con una superficie de unas 2000 ha. 
Su destino antes de convertirse en reserva era ser el teatro de operaciones del Centro de Instrucción de Supervivencia y Salvamento (CISS) de la Fuerza Aérea Argentina, su propietaria, siendo administrada por la III Brigada Aérea. El mantener las características prístinas de la isla siempre fue fundamental para cumplir el propósito específico. 
Este humedal es un compendio de cursos fluviales, lagunas, pantanos de agua dulce permanentes, pajonales inundados estacionalmente, bosques hidrófilos y selvas en galería, en una zona de importante biodiversidad. Es lindera con la reserva provincial Vyrá Pytá; ambas están comprendidas en el sitio Ramsar Jaaukanigás, declarado en 2001 bajo el Ramsar, el que le otorga categoría de humedal de importancia internacional, y que con una superficie de 492 000 ha cubre todo el nordeste provincial. 

## Riqueza biológica
Ecorregionalmente pertenecen a la ecorregión terrestre delta e islas del río Paraná, la cual se incluye entre las praderas y sabanas inundadas del neotrópico de la ecozona Neotropical.
Sus aguas se incluyen en la ecorregión de agua dulce Paraná inferior.

### Flora
Según la clasificación de Ángel Lulio Cabrera, fitogeográficamente, esta isla pertenece al distrito fitogeográfico de las selvas mixtas de la provincia fitogeográfica paranaense.
La vegetación del interior de las islas del Paraná medio está formada por grandes herbáceas palustres, cataizales de Polygonum acuminatum y Polygonum stelligerum, canutillares (Paspalum repens), pehuajozales de Thalia geniculata y Thalia multiflora, pirizales (Cyperus giganteus), totorales de Typha domingensis y Typha latifolia, espadañales de Zizaniopsis bonariensis, pajonales de paja brava (Scirpus giganteus), etc. Algunas especies arbustivas logran crecer en terrenos permanentemente encharcados, como los sarandíes blanco y colorado, entre otras. Los albardones presentan bosques del ceibo rioplatense (Erythrina crista-galli var. crista-galli), curupí (Sapium haematospermum), sauce criollo o colorado (Salix humboldtiana), el aliso del río (Tessaria integrifolia), palmera pindó (Syagrus romanzoffiana), timbóes colorado (Enterolobium contortisiliquum) y blanco (Albizia inundata), laureles del río (Ocotea y Nectandra), palo víbora (Tabernaemontana catharinensis), etc.

### Fauna
Mamíferos
Entre los mamíferos que protege destaca una de las poblaciones más australes de los simios americanos, el mono carayá. También se encuentran el lobito de río (Lontra longicaudis), el gato montés (Leopardus geoffroyi), la comadreja overa (Didelphis albiventris), enormes roedores como el carpincho (Hydrochaeris hydrochaeris) y la nutria roedora o coipo (Myocastor coypus), varias especies de quirópteros, etc.
Aves
Entre las aves destaca el pato criollo o picazo (Cairina moschata), gran anátida arborícola, pato barcino, águila negra (Buteogallus urubitinga), gavilán mixto (Parabuteo unicinctus), taguató común (Buteo magnirostris), ipacaá (Aramides ypecaha), chiricote (Aramides cajanea), paloma picazuró (Columba picazuro), paloma yerutí (Leptotila verreauxi), alicuco común (Megascops choliba), caburé chico (Glaucidium brasilianum), ñacurutú (Bubo virginianus), lechuzón orejudo (Asio clamator), cuclillo canela (Coccyzus melacoryphus), tingazú (Piaya cayana), el carpintero bataraz chico (Picoides mixtus), el carpintero real (Colaptes melanolaimus), los martines pescadores: el chico (Chloroceryle americana), el mediano (Chloroceryle amazona) y el grande (Megaceryle torquata), chinchero chico (Lepidocolaptes angustirostris), el anambé común (Pachyramphus polychopterus), el chiví común (Vireo olivaceus), el juan chiviro (Cyclarhis gujanensis), la urraca común (Cyanocorax chrysops), el zorzal colorado (Turdus rufiventris), el zorzal chalchalero (Turdus amaurochalinus), la golondrina doméstica (Progne chalybea), la golondrina parda (Phaeoprogne tapera), la tacuarita azul (Polioptila dumicola, el pitiayumí (Parula pitiayumi), el cabecita negra (Carduelis magellanica), el pepitero verdoso (Saltator similis), el cardenilla (Paroaria capitata), el cardenal (Paroaria coronata), el brasita de fuego (Coryphospingus cucullatus), la reinamora grande (Cyanocompsa brissonii), los boyeros: negro (Cacicus solitarius) y ala amarilla  (Cacicus chrysopterus), el chopí (Gnorimopsar chopi), etc. Son características de este ambiente selvático entre otras, varias especies de tráupidos, como el naranjero (Thraupis bonariensis), el celestino (Thraupis sayaca), aves acuáticas como el caraú, la garza blanca, la garcita blanca, la garza mora, la garza bruja, etc.
Reptiles
Entre los reptiles se encuentran los yacarés overo (Caiman latirostris) y negro (Caiman yacare),  el lagarto overo (Salvator merianae), grandes ofidios, como la ñacaniná (Hydrodynastes gigas) y la boa curiyú (Eunectes notaeus), o con veneno peligroso como la yarará grande (Rhinocerophis alternatus, etc.